# Résolution 2079 de l'Assemblée générale des Nations unies
La résolution 2079 de l'Assemblée générale des Nations unies du 18 décembre 1965  a été adoptée par une majorité de 43 votes pour, 26 contre et 22 abstentions lors d’une séance plénière de l’Assemblée générale des Nations unies. La résolution de l'ONU a été le résultat d'une initiative de l’Irlande, la Malaisie, la Thaïlande, le Salvador, Malte, le Nicaragua, et des Philippines demandant que la question du Tibet soit à nouveau abordée. Contrairement aux précédentes résolutions concernant le Tibet, l’Inde a voté en faveur de la résolution de 1965.
Cette résolution votée par l'Assemblée générale est une  recommandation, elle n'est pas juridiquement contraignante.

## Contexte historique
En 1950, un an après que la Chine est devenue un pays communiste, la république populaire de Chine est intervenue au Tibet, alors que le Tibet était un État indépendant de facto depuis 1912 mais non reconnu par aucun pays et que la Chine n'avait pas renoncé à sa souveraineté sur cette région. Après le soulèvement tibétain de 1959, près de 100 000 Tibétains ont été contraints à un exode en 1959.
Un rapport de la commission internationale de juristes (CIJ) intitulé  « Violations continues des droits de l’homme au Tibet » publié en décembre 1964 et fondé sur les comptes-rendus des réfugiés tibétains fuyant en Inde fait état de « la continuation de mauvais traitements de nombreux de moines, de lamas, et d'autres personnalités religieuses, ayant pour résultat la mort par la torture excessive, les coups, la famine et le travail forcé… ».
En 1963, le dalaï-lama espère encore en l’avènement d'un Tibet indépendant, l'ONU ayant condamné par 2 fois Pékin en 1959 et 1961, il demande que les résolutions onusiennes s'accompagnent de mesures coercitives. En 1964, sa stratégie s'inscrit dans le mouvement postcolonial, l'ONU soutient la lutte des peuples pour l'indépendance, or la jurisprudence internationale a défini les caractéristiques d'un peuple distinct (Déclaration d'indépendance des Pays et des peuples colonisés adopté par l'ONU en 1960) et les Tibétains répondent à tous les critères retenus. Il s'appuie aussi sur l'indépendance du Tibet au début XXe siècle pour convaincre les nations de l'illégalité de l'occupation chinoise et revendique le droit des Tibétains à l’autodétermination. En 1965, il alerte l'ONU de la politique de colonisation massive du Tibet où l'implantation de 10 millions de Chinois est censée « aider » les Tibétains, une immigration qui accélère la disparition de la société tibétaine, et aggrave surtout la famine.
À la suite du rapport de la CIJ et à l'appel du dalaï-lama, la question du Tibet a été introduite sous la forme d'une nouvelle Résolution à l'ONU soutenue par les mêmes pays qu'en 1961, auxquels se sont joints le Nicaragua et les Philippines.
En 1965, lors des discussions de cette résolution, dans ses remarques, Upadit Pachariyangkun, représentant permanent de la Thaïlande à l'ONU, rappela que la question du Tibet avait été portée devant l'Assemblée générale en 1959, et qu’une résolution fut alors adoptée appelant au respect des droits fondamentaux, de la culture et de la religion distincte du peuple tibétain. Deux ans plus tard, leurs droits fondamentaux étaient toujours bafoués et des tentatives visant à détruire leur culture et leur religion s’étaient implacablement poursuivies, amenant l'Assemblée générale à adopter une nouvelle résolution en 1961, appelant à la cessation des pratiques visant à priver le peuple tibétain de ses droits humains fondamentaux et de ses libertés, incluant le droit à l’autodétermination. L’espoir était exprimé que les états membres feraient tous les efforts appropriés en vue d'atteindre ces buts. Cependant, des rapports ont été reçus continûment indiquant les années suivantes que la terreur continuait de régner et que le peuple tibétain était opprimé par les autorités chinoises. Des lieux de culte révérés ont été défigurés sans raison ou transformés en arsenaux en mesure de répression  et d'oppression. La famine et la faim ont touché la région. Des réfugiés ont été forcés de fuir vers les pays voisins pour échapper à une persécution inhumaine. L'ambassadeur thaïlandais ajoute que ceci démontre clairement une détérioration lamentable de la situation au Tibet qui a été décrite comme « la pire forme de colonialisme » par une organisation non gouvernementale internationale de défense des droits de l'homme, la Commission internationale de juristes.
Contrairement aux précédentes résolutions, l’Inde a voté en faveur de la résolution de 1965. Jawaharlal Nehru, qui avait tenté de se rapprocher de la Chine, fut brisé par la guerre sino-indienne ayant opposé la Chine et l'Inde en 1962 et prit conscience qu'il avait été trompé par Mao Zedong et Zhou Enlai. Après sa mort le nouveau Premier ministre, Lâl Bahâdur Shâstrî, adopta une attitude plus ferme au sujet du Tibet et son gouvernement vota en faveur de la résolution sur l'autodétermination du Tibet de 1965. Le représentant indien à l'ONU évoqua en ces termes des atrocités subies par les Tibétains:

« Cela surpasse tout ce que les colonialistes ont fait dans le passé aux peuplades qu’ils ont gouvernées comme des esclaves ». »

« La vérité toute nue, que nous devons tous regarder en face, c'est que le gouvernement chinois est déterminé à faire disparaître le peuple tibétain. Mais aucun peuple ne saurait demeurer longtemps opprimé. J'ai foi en la communauté mondiale, je crois qu'elle sera capable d'aider les Tibétains à restaurer toute la liberté que nous avons inscrite avec tant de constance dans la Déclaration universelle des droits de l'homme. 
De notre côté, nous assurons les Nations unies que, comme par le passé, nous continuerons à donner toutes les facilités aux réfugiés tibétains et que nous ferons de notre mieux pour alléger leurs souffrances et leurs difficultés. Le dalaï-lama vit en Inde depuis quelques années, et il mène ses activités religieuses et humanitaires sans aucune restriction de notre part. Nous continuerons à accorder au dalaï-lama et à son peuple simple et pacifique ces facilités, ainsi que notre hospitalité. 
C'est pour ces raisons que nous soutenons, pleinement et de grand cœur, la cause du peuple du Tibet. Nous sommes de cœur avec eux dans leur situation difficile et l'oppression terrible qu'ils endurent aux mains du gouvernement de la république populaire de Chine. En conséquence, ma délégation vote en faveur du projet de résolution ». »

## Texte
2079 (XX). Question du Tibet
L'Assemblée générale,  
- Ayant présents à l'esprit les principes relatifs aux droits de l'homme et aux libertés fondamentales énoncés dans la Charte des Nations unies et proclamés dans la Déclaration universelle des droits de l'homme,
- Réaffirmant ses résolutions 1353 (XIV) du 21 octobre 1959 et 1723 (XVI) du 20 décembre 1961 sur la question du Tibet,
- Gravement préoccupée de la violation persistante des droits et libertés fondamentaux du peuple tibétain et des mesures qui continuent d'être prises pour détruire son particularisme culturel et religieux, ainsi qu'en témoigne l'exode de réfugiés vers les pays voisins,

1. Déplore la violation persistante des droits et libertés fondamentaux du peuple tibétain ;
2. Réaffirme que le respect des principes de la Charte des Nations unies et de la Déclaration universelle des droits de l'homme est essentiel à l'instauration d'un ordre mondial pacifique fondé sur le règne du droit ;
3. Se déclare persuadée que la violation des droits de l'homme et des libertés fondamentales au Tibet et la suppression du particularisme culturel et religieux du peuple tibétain aggravent la tension internationale et enveniment les relations entre les peuples ;
4. Réitère solennellement sa demande tendant à ce qu'il soit mis fin à toutes les pratiques qui privent le peuple tibétain des droits de l’homme et des libertés fondamentales dont il a toujours bénéficié ;
5. Fait appel à tous les États pour qu'ils s'efforcent par tous les moyens de réaliser les objectifs de la présente résolution.

1403e séance plénière, 18 décembre 1965

## Suites
Selon Bhaskar Vyas et Rajni Vyas (2007), « après la résolution de l'ONU de 1965 et la confirmation internationale du génocide », il y avait un espoir que la Chine, sous l'effet de la honte, se conformerait au moins à l'accord en 17 points dans un esprit réaliste et appliquerait une autonomie authentique. Même si les résolutions de l'ONU ne changèrent rien dans les faits, la Chine prit conscience qu'elle devait s'occuper de cette question.
Le droit à l’autodétermination du peuple tibétain a été reconnu dans la résolution 1723 (XVI) de 1961 confirmé en 1965 par la résolution 2079 (XX), le peuple tibétain se trouve privé de ses droits fondamentaux. La république populaire de Chine ne reconnaît toutefois aucune résolution de l'ONU précédant son entrée dans l'organisation. Les États membres de l’ONU auraient accepté cet état de fait par consensus sans qu’aucun document officiel de l’ONU ne confirme la décision unilatérale de la RPC. Lors de sa session sur le Tibet, du 16 au 20 mars 1992, le Tribunal permanent des Peuples déclara que « le peuple tibétain à, depuis 1950, de manière permanente et continue, été privé de son droit à l'autodétermination. »
Répondant à l’offre de Deng Xiaoping qui déclara en 1979 qu'en dehors de l'indépendance tout était discutable et considérant l’avantage à long terme commun des peuples chinois et tibétain, le Dalaï Lama proposa une solution au conflit sino-tibétain, développée dans le plan de paix en cinq points pour le Tibet de 1987.
Pour Hong Xiaoyong, ambassadeur de Chine à Singapour, l'« autonomie réelle » revendiquée par le gouvernement tibétain en exil serait la négation de la souveraineté du gouvernement central sur le Tibet et équivaudrait à l'indépendance de celui-ci.